# Sycorax silacea
Sycorax silacea är en tvåvingeart som beskrevs av Alexander Henry Haliday 1839. Sycorax silacea ingår i släktet Sycorax och familjen fjärilsmyggor. Enligt den finländska rödlistan är arten sårbar i Finland. Arten är reproducerande i Sverige. Artens livsmiljö är källmiljöer. Inga underarter finns listade i Catalogue of Life.